# Tr. Georg Wittuhn
Traugott Georg Wittuhn (* 31. Juli 1900 in Kröslin; † 20. Juli 1979 in Hamburg) war ein deutscher Filmproduktionsleiter, Herstellungsleiter, Drehbuchautor und Dokumentarfilm-Regisseur.

## Leben und Wirken
Wittuhn hatte an der Berliner Universität Nationalökonomie studiert und über ein anschließendes Praktikum bei der AEG Mitte der 20er Jahre Kontakte zur Filmbranche geknüpft. Anfänglich arbeitete er für die Tobis und die Terra in diversen untergeordneten Positionen, später auch für die UFA.
1934 wurde Wittuhn mit der deutschen Bearbeitung des zwei Jahre zuvor entstandenen, tschechisch-österreichischen Skandalfilms Ekstase – die Nachwuchsmimin Hedwig Kiesler, die spätere Hollywooddiva Hedy Lamarr, trat dort für einige Sekunden nackt auf – betraut. Im selben Jahr begann er als Drehbuchautor zu arbeiten und wurde auch mit der Herstellung von Filmen betraut. 1936 engagierte die Eichberg-Film Wittuhn als Herstellungsleiter; in dieser Funktion war Tr. Georg Wittuhn auch an der Entstehung von Richard Eichbergs aufwändigem Indien-Zweiteiler Der Tiger von Eschnapur / Das indische Grabmal beteiligt.

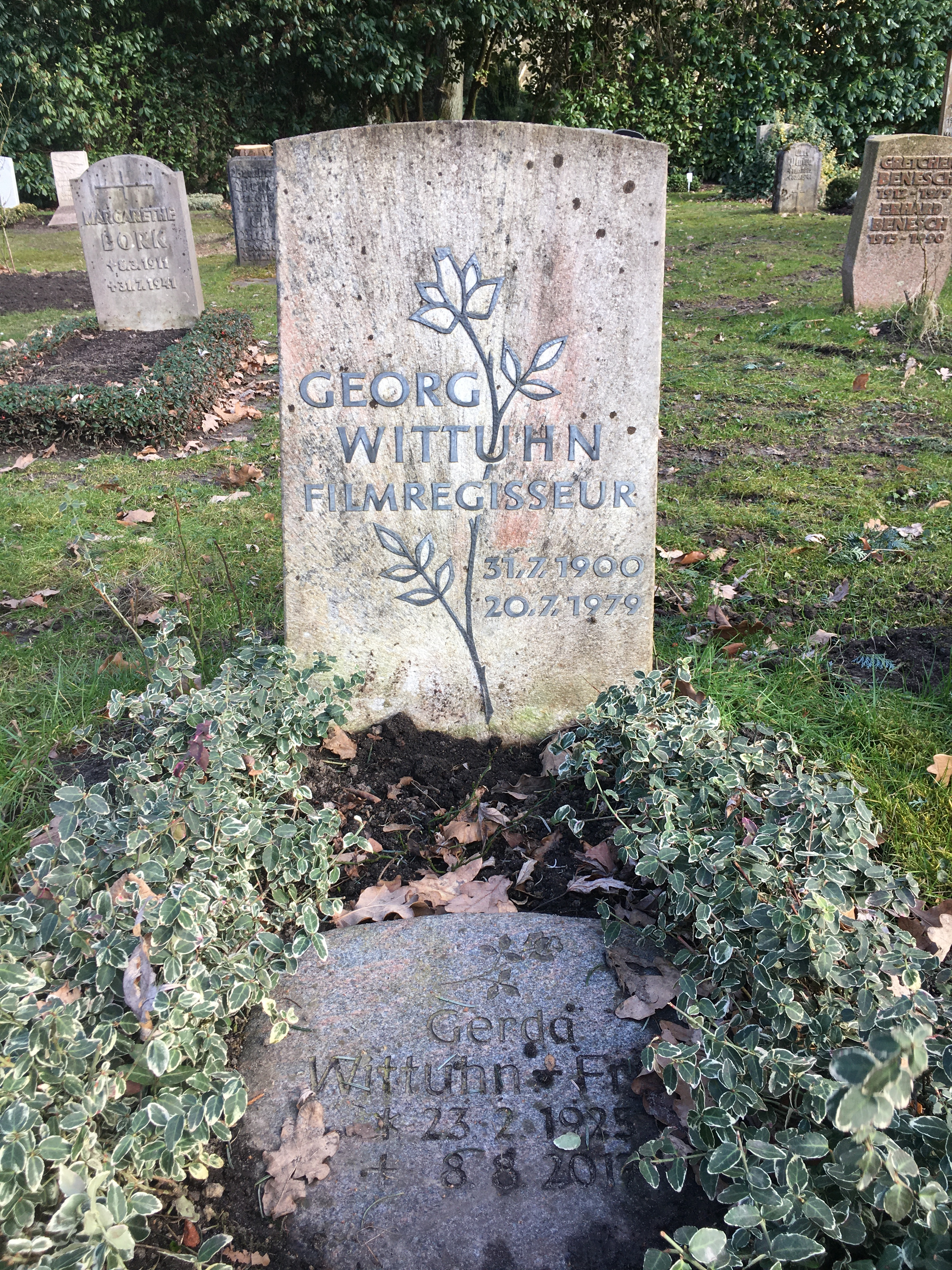
Grabstätte auf dem Friedhof Ohlsdorf

Nach seiner Idee zu Carl Froelichs Tschaikowski-Film Es war eine rauschende Ballnacht wurde Wittuhn eingezogen, konnte aber ab 1941 in den Wiener Rosenhügel-Ateliers erneut in der Filmbranche arbeiten. Bis 1943 drehte er, zusammen mit Dr. Ulrich Kayser, im Auftrag des ‚Hauptamtes Film der NSDAP‘ mehrere Beiträge zu dem Dokumentarfilm Der Wille zum Leben, in dem über die medizinischen Leistungen von Ärzten bei Kriegsverwundeten berichtet wurde. Unter anderem filmte Wittuhn für dieses Werk die Arbeit des berühmten Chirurgen Prof. Sauerbruch und zeigte die Fortschritte bei der Entwicklung und Verbesserung von Prothesen auf.
1943 wurde Wittuhn eingezogen und an die Ostfront bzw. in die Niederlande abkommandiert. Beim Nachkriegsfilm konnte Wittuhn nur schwer Fuß fassen. 1949 gründete er mit Partnern in Hamburg eine kleine Produktionsfirma (International Filmcorporation), die sich mit der Herstellung von Dokumentar-, Lehr- und Schulungsfilmen beschäftigte. 1954 stellte die Firma ihre Arbeit ein, und Wittuhn beendete sein Berufsleben im Dienste der Allianz-Versicherung.
Sein Sohn ist der Hamburger Rechtsanwalt Georg Wittuhn (* 1959). Wittuhn ruht auf dem Friedhof Ohlsdorf nordwestlich von Kapelle 2 im Planquadrat W 15.

## Filmografie
als Produktions- und/oder Herstellungsleiter:
- 1933: Symphonie der Liebe (Ekstase; nur deutsche Bearbeitung, dt. UA: 1935)
- 1934: Abenteuer eines jungen Herrn in Polen (nur Drehbuchmitarbeit)
- 1934: Die Fahrt in die Jugend
- 1936: Das Gäßchen zum Paradies (nur Drehbuchmitarbeit)
- 1936: Es geht um mein Leben
- 1937: Heiratsinstitut Ida & Co.
- 1937: Der Tiger von Eschnapur
- 1937: Das indische Grabmal
- 1938: Der Vierte kommt nicht
- 1939: Es war eine rauschende Ballnacht (nur Idee)
- 1941–43: Der Wille zum Leben (Dokumentarfilm, nur Co-Regie, Drehbuchmitarbeit; UA: 1944)
- 1943: Die Heimat grüßt dich (Dokumentarkurzfilm, nur Regie)
- 1943: Sehende Maschinen (Dokumentarkurzfilm, nur Drehbuch)